# Javismo

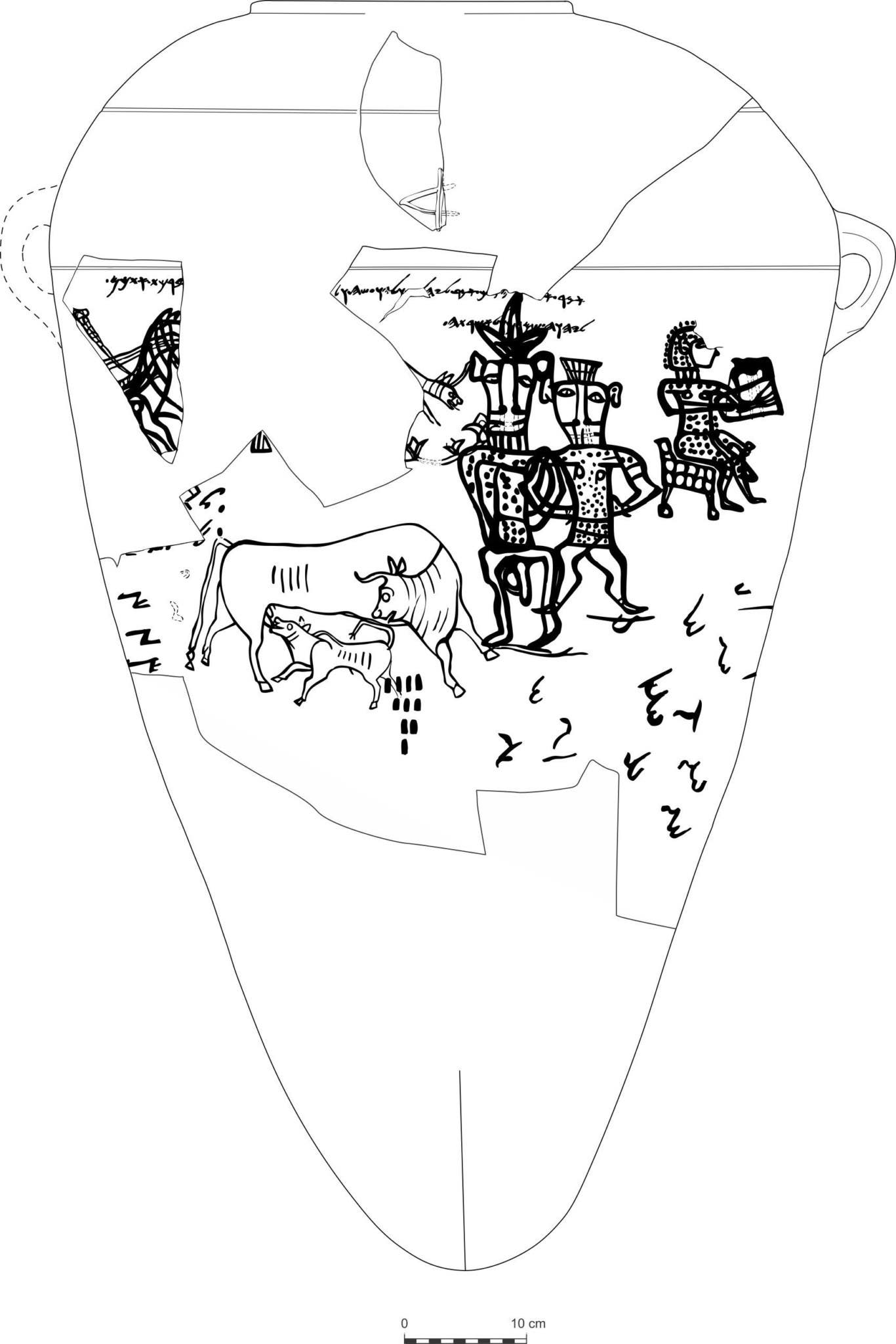
Imagem em um fragmento de pito encontrada em Kuntillet Ajrud abaixo da inscrição "Javé e sua Aserá".

Javismo era a religião do antigo Israel, centrada em torno de um deus chamado Javé. Javé era um dos muitos deuses e deusas do panteão de deuses da Terra de Canaã, a porção sul da qual viria a ser chamada posteriormente de Terra de Israel . O javismo existiu paralelamente ao politeísmo cananeu e, por sua vez, foi o estágio monolatrista e primitivo predecessor [en] do judaísmo moderno, em sua evolução para uma religião monoteísta.
Apesar do fato de que o judaísmo moderno e o javismo são ambos baseados na veneração de Javé, existem distinções claras entre os dois sistemas de crenças. Ao contrário das religiões que descendiam dele, o javismo era caracterizado pelo henoteísmo/monolatrismo, que reconhecia Javé como o deus nacional de Israel, mas não negava explicitamente a existência de outros deuses da antiga religião semítica [en], como Baal, Aserá e Astarte—embora isso nem sempre permitisse sua adoração individual em conjunto com Javé.
A transição exata entre o que agora é considerado javismo monoteísta e judaísmo monoteísta é um pouco obscura, no entanto, é evidente que o evento começou com emendas religiosas radicais, como os testamentos de Elias e as reformas de Ezequias e Josias e todas foram cumpridas pelos fim do cativeiro babilônico, quando o reconhecimento de Javé como o único deus do universo finalmente assegurou a maioria do povo judeu (ver Deutero-Isaías). Alguns estudiosos acreditam que a monolatria também foi incentivada pelas reformas religiosas de David durante a Monarquia Unida ; no entanto, a Monarquia Unida e as ações de David são um assunto de intenso debate entre arqueólogos e estudiosos da Bíblia.

## História
O centro da religião do antigo Israel durante a maior parte do período monárquico era a adoração de um deus chamado Javé, e por esta razão a religião de Israel é frequentemente chamada de javismo.  Javé, entretanto, não era o deus original de Israel; é El, o chefe do panteão cananeu, cujo nome forma a base do nome "Israel",  e nenhum dos patriarcas do Antigo Testamento, as tribos de Israel, os juízes ou os primeiros monarcas, têm um javista nome (ou seja, aquele que incorpora o nome de Javé). Não está claro como, onde ou por que Javé apareceu no Levante; até mesmo seu nome é um ponto de confusão. A data exata dessa ocorrência também é ambígua: o termo Israel entra pela primeira vez nos registros históricos no século IX a.C. com a Estela de Merneptá, e embora a adoração de Javé seja circunstancialmente atestada já no século XII a.C.,  não há atestado ou registro do nome de Javé, muito menos sua origem ou caráter, até mais de quinhentos anos depois, com a Estela de Mesa (século IX a.C.).
A maioria dos historiadores vê Israel emergindo na região montanhosa da Palestina no final da Idade do Bronze / início da Idade do Ferro por volta de século IX a.C. (uma data arbitrária com a qual os arqueólogos marcam a divisão entre essas duas idades), e muitos, embora alertando que a Bíblia Hebraica / O Velho Testamento não é necessariamente um guia confiável, acredito que a religião compartilhada de Javé desempenhou um papel neste surgimento. Este antigo Israel era uma sociedade de vilas rurais, mas com o tempo os centros urbanos cresceram e a sociedade se tornou mais estruturada e complexa, e no século IX a.C. Israel foi fundado como um reino com capital em Samaria.
Após o século IX a.C., as tribos e chefias da Idade do Ferro I foram substituídas por estados-nação étnicos. Em cada reino, o rei era também o chefe da religião nacional e, portanto, o vice-rei na terra do deus nacional.  Em Jerusalém, isso se refletia a cada ano, quando o rei presidia uma cerimônia na qual Javé era entronizado no Templo Sagrado .  A Bíblia Hebraica dá a impressão de que o Templo de Jerusalém sempre foi pensado para ser o templo central, ou mesmo o único, de Javé, mas este não foi o caso.  O mais antigo local de culto israelita conhecido é um altar ao ar livre do século XII a.C. nas colinas de Samaria com um touro de bronze que lembra o cananeu "Touro-El" (El na forma de um touro) e os restos arqueológicos de outros templos foram encontrados em Dã, na fronteira norte de Israel, e em Arad, no Negueve e em Bersebá, ambos no território de Judá.  Siló, Betel, Gilgal, Mizpá, Ramá e Dã também eram locais importantes para festivais, sacrifícios, votos, rituais privados e julgamento de disputas legais. 
Durante uma era de sincretismo religioso, foi aceito entre o povo israelita considerar o deus cananeu El igual a Javé. Este é sem dúvida o começo do fim para o javismo e o início do judaísmo. De fato, conforme essa ideia se tornou prevalente na religião do povo judeu, logo se pensou que El sempre foi a mesma divindade que Javé, como evidenciado por Êxodo 6:2–3, 
A adoração somente de Javé começou no mínimo com o profeta Elias no século IX a.C., e o mais tardar com o profeta Oseias no 8º; mesmo então, permaneceu como preocupação de um pequeno partido antes de ganhar ascendência no período exílico e no início do período pós-exílico. Os primeiros apoiadores desta facção são amplamente considerados como sendo monolatristas ao invés de verdadeiros monoteístas, já que em vez de acreditar que Javé era o único deus existente, eles acreditavam que ele era o único deus que o povo de Israel deveria adoração, um notável afastamento das crenças tradicionais dos israelitas, no entanto. Foi durante a crise nacional do Exílio Babilônico que os seguidores de Javé deram um passo adiante e finalmente negaram abertamente que outras divindades além de Javé sequer existissem, marcando assim a transição do monolatrismo para o verdadeiro monoteísmo, e do javismo para o judaísmo. Certos estudiosos datam o início do monoteísmo generalizado no século XIII a.C., e o veem como uma resposta à agressão neoassíria.
A adoração de Baal e Javé coexistiu no período inicial da história de Israel, mas eles foram considerados irreconciliáveis após o século IX a.C., após os esforços do rei Acabe e sua rainha Jezabel para elevar Baal ao status de deus nacional, embora o o culto a Baal continuou por algum tempo.

## Crenças e práticas

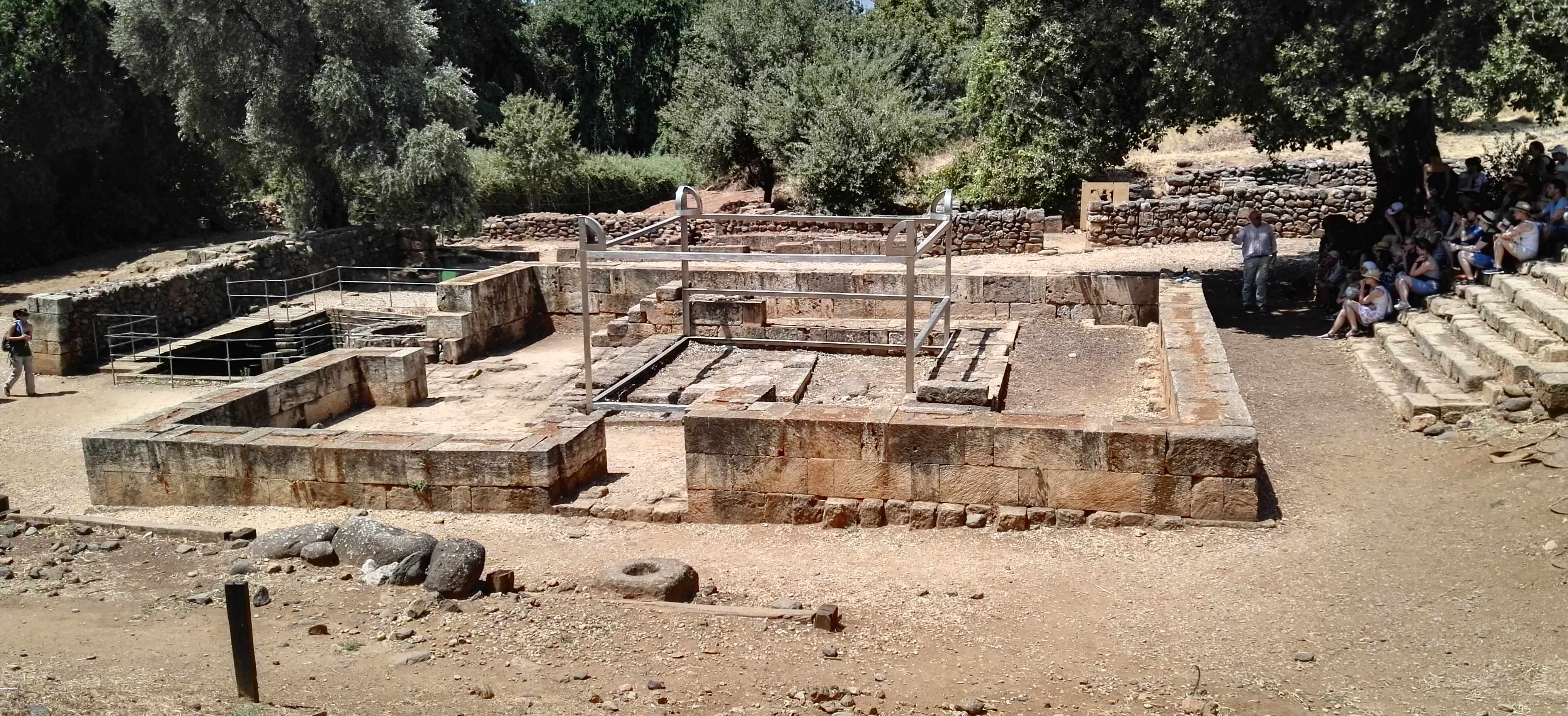
Restos de um altar construído por Jeroboão em, onde Javé era adorado na forma de uma estátua de touro

### Panteão

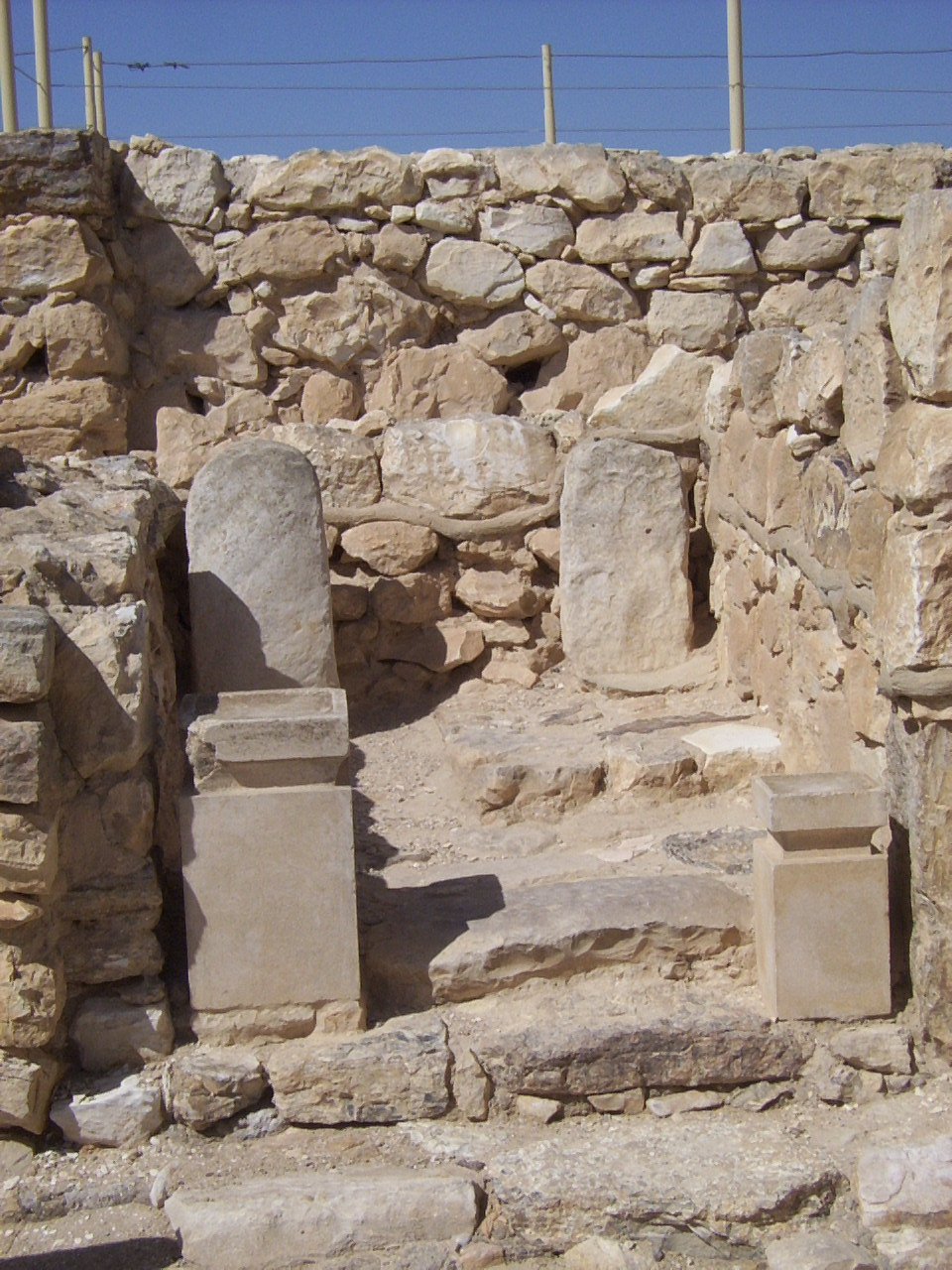
O Santo dos Santos em um templo em ruínas em Tel Arad, com duas colunas de incenso e duas estelas, uma para Javé e outra provavelmente para Aserá. O templo provavelmente foi destruído como parte das reformas de Josias

Há um amplo consenso entre os estudiosos modernos de que a religião dos israelitas antes do exílio na Babilônia era basicamente politeísta, envolvendo uma infinidade de deuses e deusas. Liderando o panteão estava Javé, cujo papel como o deus supremo de Israel é confirmado por evidências externas como a preponderância de nomes javistas em selos pessoais do final do século VIII ao VI a.C.. Ao lado de Javé estava sua consorte Aserá, embora na colônia judaica do século V a.C. em Elefantina, no Egito, a consorte de Javé fosse vista como a deusa egípcia Anate, e a deusa "Anat-Yahu" fosse adorada no templo do assentamento.  Várias passagens bíblicas indicam que as estátuas de Aserá foram mantidas nos templos de Javé em Jerusalém, Betel e Samaria.  
Abaixo de Javé e Aserá estavam deuses e deusas de segundo nível, como Baal, Samas, Yarikh [en],Mot [en] e Astarte, todos os quais tinham seus próprios sacerdotes e profetas e membros da realeza entre seus devotos. Uma deusa chamada "Rainha do Céu" também era adorada: ela era provavelmente uma fusão de Astarte e a deusa mesopotâmica Istar, embora a frase seja possivelmente um título de Aserá.
Uma terceira camada também pode ter existido, composta de divindades especializadas como o deus das curas de picadas de cobra—seu nome é desconhecido, pois o texto bíblico o identifica apenas como Nehushtan, um trocadilho baseado na forma de sua representação e no metal de que foi feito—e abaixo destes novamente estava um quarto e último grupo de seres divinos menores, como os mal'ak, os mensageiros dos deuses superiores, que em tempos posteriores se tornaram os anjos do cristianismo, judaísmo e islã, e outros seres celestiais, como querubins .
A ideia de que somente Javé deveria ser adorado começou com o profeta Elias, no século IX a.C., e mais provavelmente com Oseias no século VIII a.C.; permaneceu como preocupação apenas de pequenos grupos que se opunham à corrente principal, exceto por um breve período em que foi defendido pelo rei Josias, mas triunfou no exílio e no início do período pós-exílico.

### Adoração
As práticas do javismo eram amplamente características de outras religiões semíticas da época, incluindo festivais, sacrifícios, votos, rituais privados e o julgamento de disputas legais. O centro da adoração a Javé ficava em três grandes festivais anuais que coincidiam com os principais eventos da vida rural: Páscoa com o nascimento dos cordeiros, Shavuot com a colheita de cereais e Sucot com a colheita de frutas. Eles foram ligados a eventos nos mitos nacionais de Israel: Páscoa com o Êxodo do Egito, Shavuot com a promulgação da lei no Sinai e Sucote com as peregrinações pelo deserto. Os festivais celebravam a salvação de Javé de Israel e o status de Israel como seu povo santo, embora o significado agrícola anterior não tenha sido totalmente perdido.
O sacrifício animal desempenhou um grande papel no javismo e no judaísmo (antes da destruição do Segundo Templo em 70 d.C.) em altares, com a subsequente queima e espalhamento de seu sangue, uma prática descrita na Bíblia como um ritual diário do Templo para os Povo judeu. O sacrifício era presumivelmente complementado pelo canto ou recitação de salmos, mas os detalhes são escassos. Os rituais detalhados em Levítico 1-16, com sua ênfase na pureza e expiação, foram realmente seguidos apenas após o exílio na Babilônia e a transição javismo/judaísmo. Na realidade, qualquer chefe de família era capaz de oferecer sacrifícios conforme a ocasião exigia. oração em si desempenhou um papel pequeno na prática.
Javismo era notoriamente anicônico, o que significa que Javé não era representado por uma estátua ou outra imagem. O trono de Javé no  propiciatório da Arca da Aliança é descrito como dois querubins formando o assento e uma caixa como banquinho, enquanto o próprio trono estava vazio. Isso não quer dizer que Javé não era representado de alguma forma simbólica, e a adoração israelita primitiva provavelmente se concentrava em pedras monolíticas. Nenhuma explicação satisfatória do aniconismo israelita foi apresentada, e uma série de estudiosos recentes argumentaram que Javé foi de fato representado antes das reformas de Ezequias e Josias no final do período monárquico: para citar um estudo recente, "aniconismo inicial, de fato ou não, é puramente uma projeção da imaginação pós-exílica”.
Além dos sacerdotes sacrificiais, um grande papel no javismo, e ainda mais tarde no judaísmo, foi desempenhado por profetas e heróis épicos, refletidos nos textos judaicos modernos por lendas sobre Sansão e Josué . A adoração era realizada literalmente em lugares altos, com o Templo de Jerusalém no Monte Moriá / Monte Sião (daí, o Monte do Templo) e o templo dos samaritanos no Monte Gerizim, embora isso possa ser mais uma coincidência do que uma prática intencional . Provavelmente também foram usados talismãs e os misteriosos terafins [en]. Também é possível que o javismo empregasse rituais de culto extáticos (compare a história bíblica de Davi dançando nu diante da Arca da Aliança) em momentos em que eles se tornaram populares e, potencialmente, de acordo com alguns estudiosos, até mesmo sacrifício humano.

Alterações posteriores à prática javista são difíceis de qualificar, pois há um consenso acadêmico pouco claro sobre o que conota explicitamente o judaísmo vs. javismo durante o "período de transição" geralmente aceito do cativeiro babilônico . De acordo com o estudioso da Bíblia Yehezkel Kaufmann [en], “O exílio é o divisor de águas. Com o exílio, a religião de Israel chega ao fim e o judaísmo começa.”